# مهندسی یورگنسن
مهندسی یورگنسن (انگلیسی: Jorgensen Engineering) شرکت صنایع غذایی دانمارکی است، که در سال ۱۹۳۳ تأسیس شد.